# George Fowler Hastings

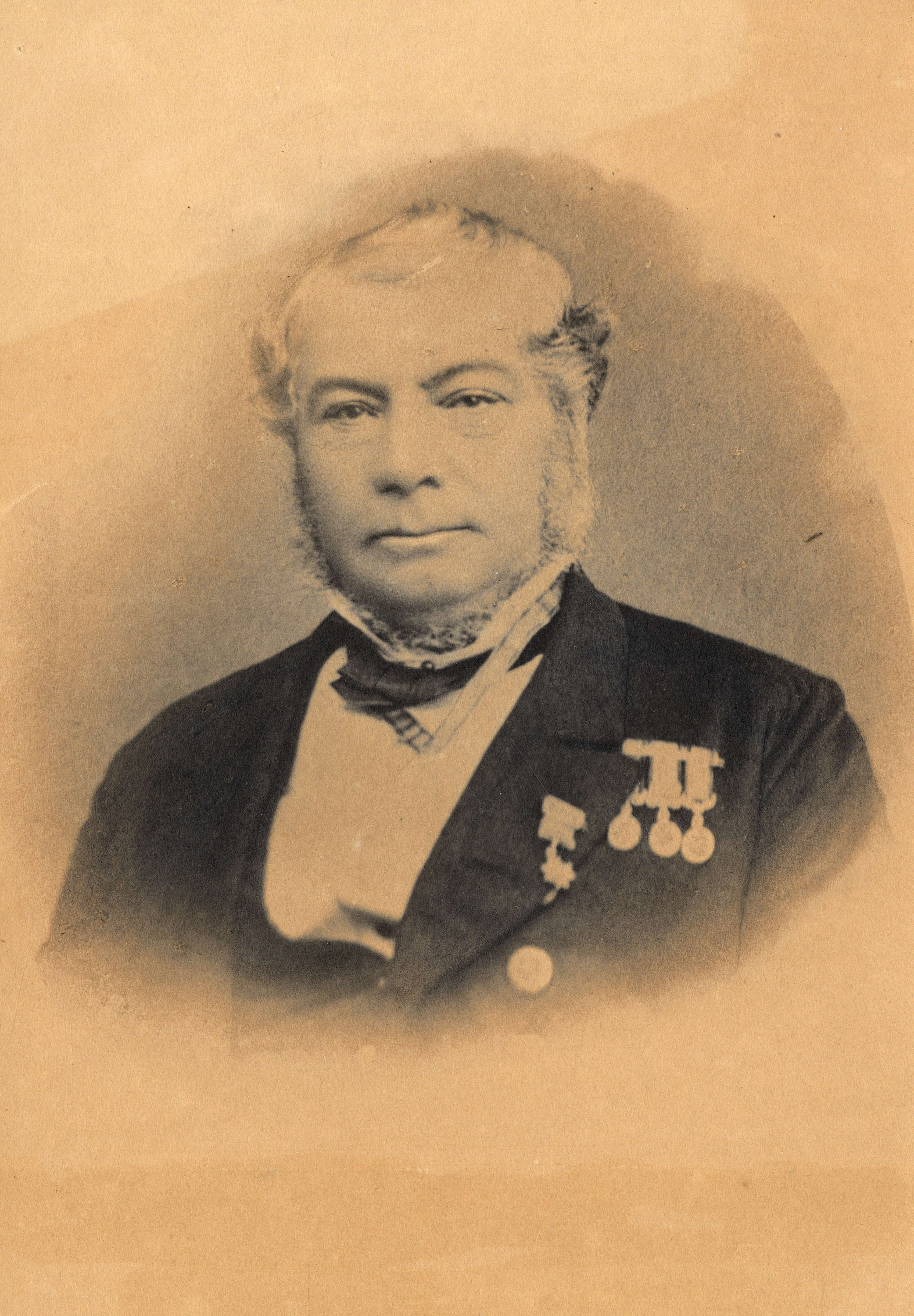
Vizeadmiral George Fowler Hastings

George Fowler Hastings, CB (* 28. November 1814 (nach anderen Angaben: 1813) in Enniskillen, County Fermanagh, Nordirland; † 21. März 1876 in 41 Stanhope Gardens, South Kensington, London) war ein britischer Seeoffizier der Royal Navy und zuletzt Vizeadmiral, der unter anderem von 1866 bis 1869 Oberkommandierender der Marinestation Pazifik (Commander-in-Chief, Pacific Station) sowie zwischen 1872 und 1876 Oberkommandierender der Marinestation Sheerness (Commander-in-Chief, Sheerness) war.

## Leben

### Familiäre Herkunft, Ausbildung und Verwendungen als Seeoffizier

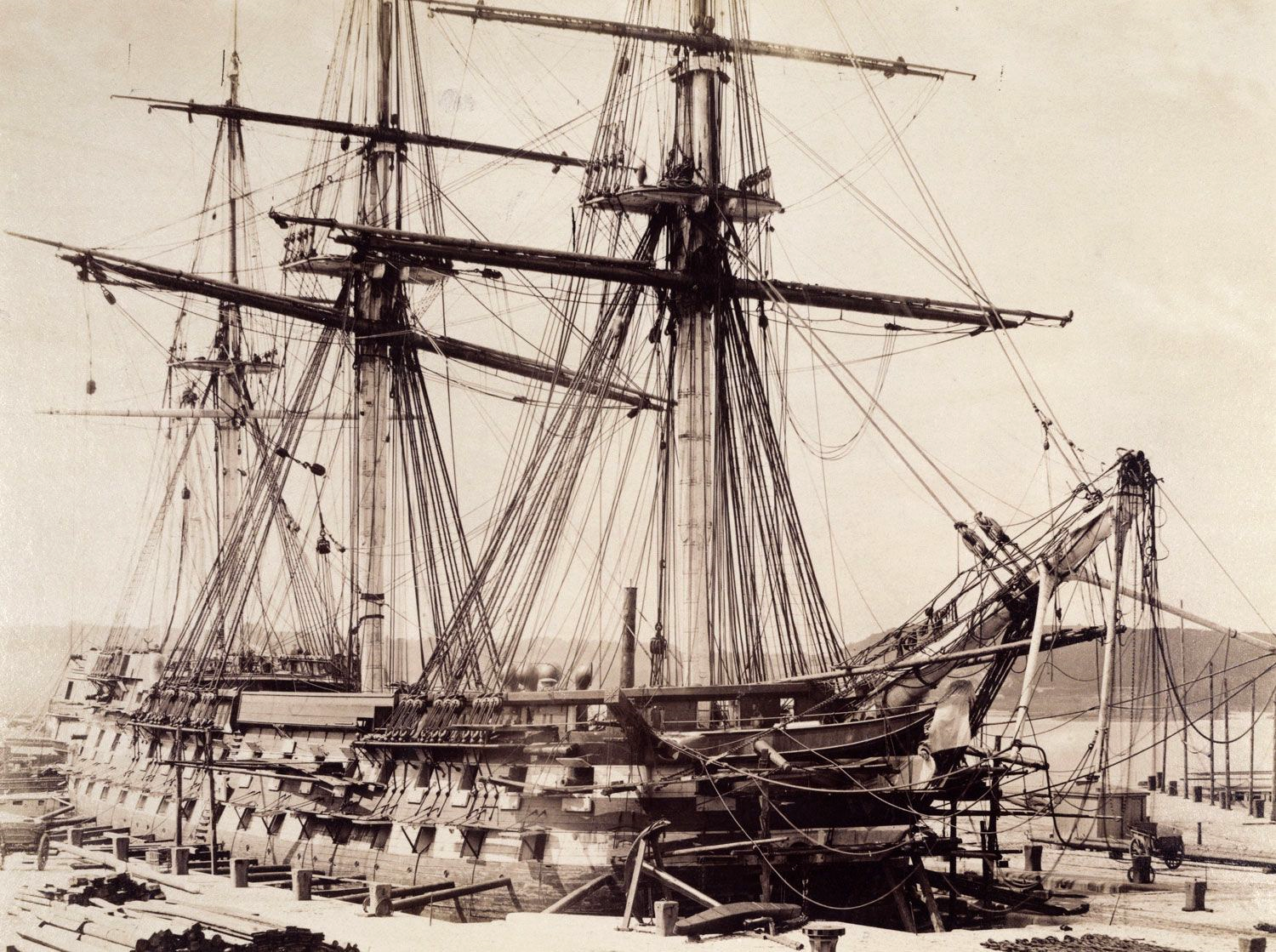
Kapitän zur See Hastings war 1858 kurzzeitig Kommandant des Linienschiffs HMS Hannibal.

George Fowler Hastings war der zweite Sohn und das fünfte von acht Kindern von Hans Francis Hastings, 12. Earl of Huntingdon (1779–1828) und dessen erster Ehefrau Frances Cobbe († 1820). Seine zweitälteste Schwester Lady Selina Arabella Lucy Hastings (1807–1885) war die Ehefrau von Konteradmiral Charles Calmady Dent (1793–1872). Sein älterer Bruder Francis Theophilus Henry Hastings (1808–1875) erbte nach dem Tode des Vaters 1828 den Titel als 13. Earl of Huntingdon. Er trat bereits am 3. September 1824 als knapp Zehnjähriger in die Royal Navy ein und wurde nach seiner Ausbildung zum Seeoffizier am 7. Januar 1833 zum Lieutenant befördert. Nach seiner Beförderung zum Commander versah er zunächst Dienst in der Küstenwache und im Anschluss zwischen dem 16. August 1841 und dem 31. Januar 1845 als Kommandant der Brigg-Sloop HMS Harlequin, die zur Marinestation Ostindien (East Indies Station) gehörte.
Nach seiner Beförderung zum Captain am 30. Januar 1845 übernahm er in der Marinestation Nordamerika und Westindien (North America and West Indies Station) das Kommando über die Fregatte HMS Endymion und hatte dieses zwischen dem 3. August 1847 und dem 18. Januar 1848 inne. Danach war er vom 29. Juli 1848 bis Februar 1851 Kommandant der Fregatte HMS Cyclops, mit der er zunächst bis zum 15. August 1848 Truppenverbände nach Irland beförderte und danach dem Westafrika-Geschwader (West Africa Squadron) unterstellt wurde. Am 1. Januar 1854 wurde er Kommandant der Fregatte HMS Curacoa und hatte dieses Kommando bis zum 14. Mai 1857 inne. Er kam mit dieser während des Krimkrieges (1853 bis 1856) im Mittelmeer sowie im Schwarzen Meer zum Einsatz und wurde für seine Verdienste in dieser Zeit am 1. Januar 1857 zum Companion des Order of the Bath (CB) ernannt.
Kapitän zur See Hastings war zwischen dem 1. Februar und dem 29. Juni 1858 kurzzeitig Kommandant des Linienschiffs HMS Hannibal, das als Wachschiff der Marinebasis Portsmouth eingesetzt war. Im Anschluss war er vom 5. Juni 1858 bis zum 27. April 1863 Superintendent des Royal Hospital Haslar, das Lazarett der Royal Navy in Gosport, sowie zugleich des Royal Clarence Yard, 1828 in Gosport als eine der beiden wichtigsten, speziell errichteten Provianteinrichtungen der Royal Navy in der Provinz gegründet.

### Aufstieg zum Vizeadmiral
George Fowler Hastings wurde am 27. April 1863 zum Rear-Admiral befördert und löste am 21. November 1866 Konteradmiral Henry Mangles Denham als Oberkommandierender der Marinestation Pazifik (Commander-in-Chief, Pacific Station) ab. Dieses Kommando, mit der Panzerfregatte HMS Zealous, hatte er bis zum 1. November 1869 inne und wurde daraufhin von Konteradmiral Arthur Farquhar abgelöst.
Er wurde am 10. September 1869 zum Vice-Admiral befördert und übernahm zuletzt am 11. Februar 1873 von Vizeadmiral Sir Charles Elliot den Posten als Oberkommandierender der Marinestation Sheerness (Commander-in-Chief, Sheerness). Er verblieb auf diesem Posten bis zum Tode am 14. Februar 1876 inne, woraufhin Vizeadmiral Sir Henry Chads seine Nachfolge antrat. Knapp einen Monat später verstarb er am 21. März 1876.
Aus seiner am 14. September 1864 geschlossenen Ehe mit Mathilde Alice Hitchcock († 1916) gingen drei Söhne und eine Tochter hervor. Ihm zu Ehren wurde die Hastings Street in Vancouver benannt.